# Visionland
Koordinaten: 24° 23′ 20″ N, 109° 32′ 35″ O
Visionland (chinesisch 卡乐星球) ist ein chinesischer Freizeitpark in Liuzhou, der am 6. Juli 2017 eröffnet wurde. Er wird von der OCT Group betrieben, die auch andere Freizeitparks in China betreibt.

## Liste der Achterbahnen
| Name                           | Typ                              | Hersteller  | Eröffnungsjahr |
| ------------------------------ | -------------------------------- | ----------- | -------------- |
| Children Walker Car / 儿童滑车 | Kinderachterbahn                 | Jinma Rides | 2017           |
| Flame Dragon / 赤焰飞龙        | Minenachterbahn                  | unbekannt   | 2017           |
| Light Speed / 光速之旅         | Stahlachterbahn ohne Inversionen | Intamin     | 2017           |
| unbekannter Name               | Stahlachterbahn ohne Inversionen | unbekannt   | nie eröffnet   |